# 宇久島
宇久島（日語：うくじま）是日本長崎縣的一座離島，位在五島列島的最北端，行政上稱為宇久町，屬於佐世保市管轄。面積24.9平方公里，人口1,766人。

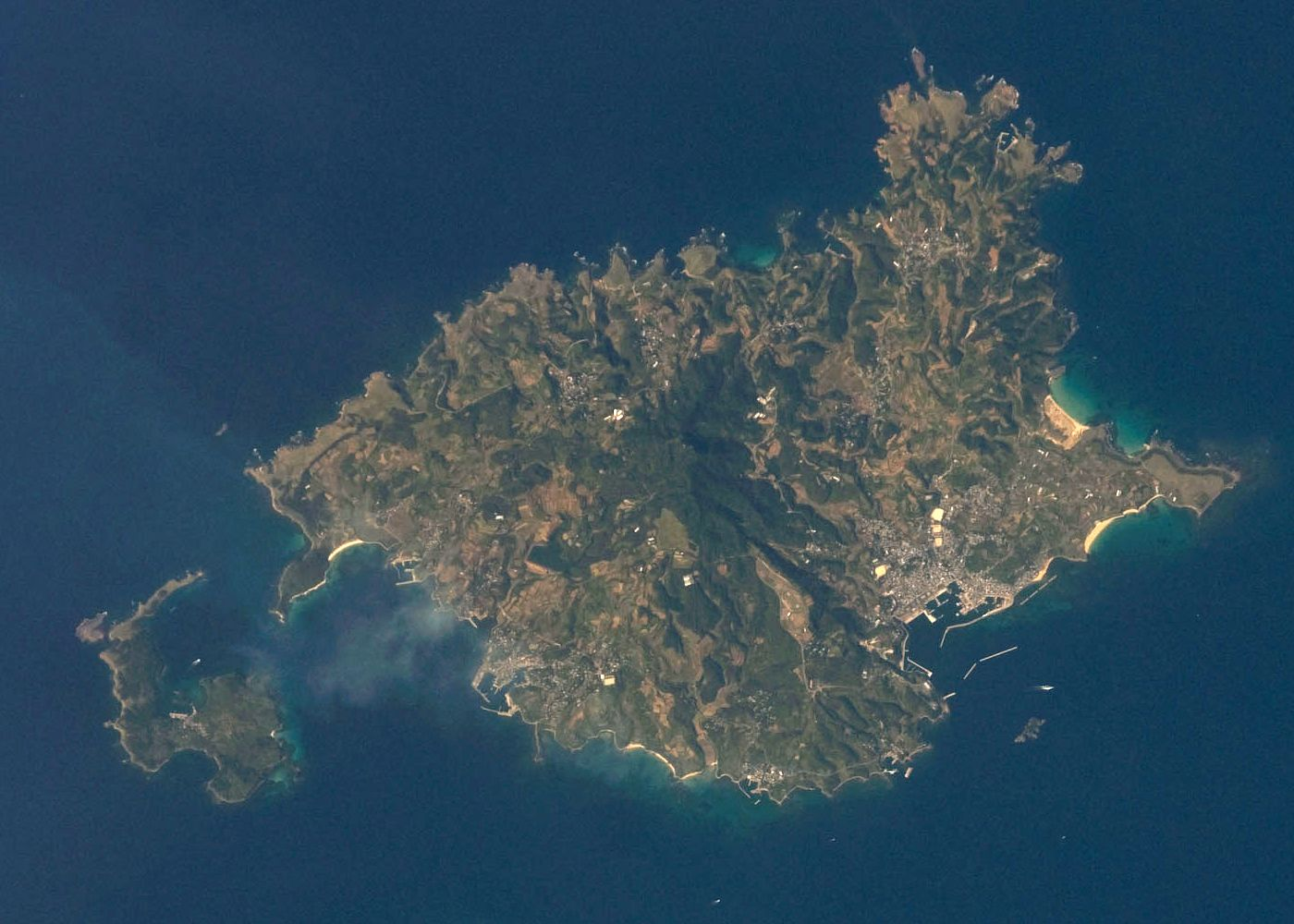
宇久島

宇久島的位置

傳說平清盛的弟弟平家盛在壇之浦之戰戰敗後逃到宇久島，並成為五島氏（宇久氏）的祖先。